# Synurella chamberlaini
Synurella chamberlaini är en kräftdjursart som först beskrevs av Ellis 1941.  Synurella chamberlaini ingår i släktet Synurella och familjen Crangonyctidae. Inga underarter finns listade i Catalogue of Life.